# 박승현 (프로게이머)
박승현(1989년 10월 5일~ 2013년 5월 6일)은 대한민국의 워크래프트 3 프로게이머다. 언데드 종족을 사용하며, 아이디는 Space이다.
2013년 5월 6일, 지병인 근위축증으로 사망하였다.

## 수상 경력

### 개인
- NicegameTV GWL Season1 1위
- NicegameTV AWL 왕중왕전 4위
- 아프리카 워크래프트3 리그(AWL) 4위
- 아프리카 워크래프트3 리그 III 2위
- XP League Season 5 4위

### 단체
- KEC 2006 4위
- NGL1 Season2007 League 3위
- KEC 2007 2위
- ROTK 2008 Wuhan 4위
- WPL Season13 1위